# 白 (バンド)
白（読みはクロ)は1980年代に活動した日本のパンクロックバンド。バンド名は白と書いてクロと読むので、「白(クロ)」「白[kuro]」「白/KURO」「KURO」などさまざまに表記ゆれをおこす。卍(青木繁、MANZI:Bass)、HIDE(Gt.)によって結成されMORIKAWA(Vo)、SUGI(Dr)が加わり4人で活動。のちベースがクチハラに代わる。主に北九州で活動した 。暴力的なステージで知られ、またその暴力性ゆえに活動は断続的に行われていた。

## 概要
1981年、地元が下関のHIDEと卍(青木繁）によって結成。MORIKAWAとスギが加入し7月より本格的に活動を始める。下関では活動できる場所が少なくライブハウスに限らずデパートの屋上や広場などでもギグを行っていた。四人は定職も無く暴走族と喧嘩をしたりブラブラとすごしていて楽器も持ったことが無かったが、バンドを始めて自然にパンクロックとなっていった。主に北九州で活動したが、そのステージは暴力的で問題になり、また本格的に活動を始めたばかりの9月にギターのHIDEが暴走族との喧嘩で骨折して入院、白は2ヶ月活動が出来なくなる。その後もその暴力性から多くのライブハウスで活動ができなくなり、またメンバーが問題を起こしてはそのたびに活動が停止することを繰り返す。
1982年にはアナーキーやザ・スターリンのサポートも行う。
1983年、ファーストソノシート『白』を発売、1984年にはミニLP『WHO THE HELPLESS』を発売する。いずれもレーベルはBlue Jug。音楽評論家の行川和彦によると『アルバム音源も暴力的な雰囲気が漂っている。』とのこと。白はその間関西でもギグを行うようになっている。
1984年12月、卍（青木繁）とスギが脱退。
1985年7月にはベースとしてクチハラが加入。9月には東京進出が決まるが東京ギグの1週間前にクチハラの交通事故で東京での出演は中止となる。
その後活動は停止するが、1986年、MORIKAWA(Vo)、クチハラ(Bass)、HIDE(Gt.)およびヘルプとして参加のSUGI(Dr)で活動再開。
その後の活動は不活発ながら、1996年10年ぶりのレコーディングとなる7インチEP『REVIVAL OF DEATH』を発売。またSS RECORDINGS やKINGS WORLDなどのレーベルからリイシューCDが発売されている。
2001年にMORIKAWA(Vo)、2007年にHIDE(Gt.)の死亡により事実上の消滅。
2021年卍の死亡によりオリジナルメンバーはSUGIのみとなる。

## メンバー
1981年時
- Vocal:MORIKAWA
- Guitar:HIDE
- Bass:卍(青木繁、MANZI)
- Drums:SUGI

1986年
- Vocal:MORIKAWA
- Guitar:HIDE
- Bass:クチハラ
- Drums:SUGI

1995年
- Vocal:TAKAO
- Guitar:HIDE
- Bass:GON
- Drums:JAJA

1996年
- Vocal:TAKAO
- Guitar:HIDE
- Bass:GON
- Drums:KYO

## ディスコグラフィー

### ソノシート
- 『白』BLUE JUG　番号なし　1983年

### シングル
- 『REVIVAL OF DEATH』7インチEP 1996年
- 『REVIVAL OF DEATH』CD 2004年 KINGS WORLD 上記のCD化作

### アルバム
- 『WHO THE HELPLESS』(ミニLPレコード)BLUE JUG BJR-001 1984年
- 『FIRE』(ミニLPレコード）ブックレット、ソノシート付き BLUE JUG 1986年
- 『WHO THE HELPLESS+10 TRACKS』(1984年のミニLPに10曲を加えたリイシューCD)　SS RECORDINGS　2005年
- 『2.5AD 1984 LIVE』CD 2004年 KINGS WORLD 1984年のライブ音源をCD化

### ビデオ
- 『1985.8.15 Gig』 2004年 KINGS WORLD